# Darksiders Genesis
Darksiders Genesis es un videojuego perteneciente al género de rol de acción y hack and slash, desarrollado por el estudio estadounidense Airship Syndicate y publicado por THQ nordic para Microsoft Windows, PlayStation 4, Xbox One y Google Stadia. Se considera un juego de precuela y derivación en la serie Darksiders y presenta al cuarto Jinete del Apocalipsis, Lucha, como el protagonista. Lucha también se unirá con su hermano, Guerra.

## Argumento
Desde los albores de la creación, el Consejo ha velado por el Equilibrio. Para cumplir con esa tarea cuentan con Los Jinetes, nephilim (seres engendrados de la unión antinatural de ángeles y demonios) a quienes, para ello, se les ha otorgado un inmenso poder. Sin embargo, este tuvo un costo trágico: su primera tarea consistió en eliminar al resto de su especie. Lo que siguió fue una sangrienta batalla en Edén donde, Los Cuatro, obedeciendo la voluntad del Consejo, aniquilaron a los nephilim. Todavía recuperándose de esos acontecimientos, a Guerra y Lucha se les ha asignado una nueva misión: Lucifer, el enigmático y engañoso rey demonio, ha estado planeando alterar el Equilibrio al otorgar, por todo el infierno, poder para dominar demonios. Guerra y Lucha deben perseguir a estos maestros, recopilar información y finalmente abrirse camino a través de una enredada conspiración demoníaca que amenaza con alterar para siempre el Equilibrio, destruyendo, así, toda la creación.

## Jugabilidad
A lo largo del título, el jugador puede cambiar entre Lucha y Guerra en cualquier momento. El primero usa sus pistolas, Misericordia y Redención, mientras que el segundo usa la Devoracaos, su espada. La modalidad de juego cooperativo está contemplada, también. Una vez que el jugador ha matado a suficientes enemigos, se le permite usar una habilidad de ráfaga que posibilita derribarlos  más rápido y fácilmente. Los enemigos aparecerán antes que el jugador y, al matarlos, este ganará almas. Los elementos de plataforma similares a los juegos anteriores regresan y también están presentes otras mecánicas como las bombas.

## Desarrollo
El juego fue anunciado oficialmente por el editor THQ Nordic el 6 de junio del año 2019 en el período previo al E3 2019. A diferencia de Darksiders III, Genesis es desarrollado por Airship Syndicate, quien previamente desarrolló Battle Chasers: Nightwar. Este estudio está formado por desarrolladores de los difuntos Vigil Games, que desarrollaron los dos primeros títulos de Darksiders. Genesis también es un título derivado, mientras que, a diferencia de sus juegos de la serie principal, adquiere una perspectiva de arriba hacia abajo y es más un juego de saqueo, similar a otros juegos como Diablo.

## Recepción
Darksiders Genesis recibió críticas especialmente positivas, especialmente las versiones de PC y PlayStation 4.

## Secuela
Antes del lanzamiento de Darksiders 3, el CEO de Gunfire Games declaró que si Darksiders III vendía más de 100,000 copias, entonces buscaría la creación de Darksiders 4.